# Maigret en vacances (téléfilm, 1971)
Pour plus de détails, voir Fiche technique et Distribution.
Maigret en vacances est un téléfilm français réalisé par Claude Barma, qui fait partie de la série Les Enquêtes du commissaire Maigret, d'après le roman homonyme de Georges Simenon. Il a été adapté par Jacques Rémy et Claude Barma. La première diffusion date du 10 avril 1971 ; l'épisode, d'une durée de 78 minutes, est en noir et blanc.

## Synopsis
Le commissaire Maigret et son épouse sont en vacances sur l'Île de Ré. Malheureusement, elles sont interrompues lorsque Madame Maigret est victime de l'appendicite. À l'hôpital, un couvent tenu par des religieuses, il apprend par le biais d'une bonne sœur qu'une jeune fille est décédée. Après la rencontre avec le Docteur Bellamy, notable très discret de la région, il a le sentiment que cette mort pourrait être un crime déguisé en accident... il commence son enquête en toute décontraction.

## Fiche technique
- Titre : Maigret en vacances
- Réalisation : Claude Barma
- Adaptation : Claude Barma et Jacques Rémy
- Dialogues : Jacques Rémy
- Directeur de la photographie : Pierre Mareschal
- Ingénieur de la vision : Marcel Van Nest
- Ingénieurs du son : Jacques Piétri et Claude Marco
- Cadreurs vidéo : Jacques Baujard, Jacques Guillier, Pierre Silvé, Jean-Pierre Barizien
- Cadreur film : Jacques de Vasselot
- Décors : Alain Nègre
- Costumes : Huguette Chasseloup
- Ensemblier : Gilbert Gagneux
- Montage : Christian Gomila
- Assistante monteuse : Hélène Wolf
- Assistants réalisateur : Jean-Jacques Goron et Jean-Louis Muller
- Script-girl : Michèle O'Glor
- Chef de production : Bernard Zimmermann
- Laboratoires : C.T.M. (Gennevilliers)

## Distribution
- Jean Richard : Commissaire Maigret
- Jean Desailly : Docteur Bellamy
- Georges Aubert : Léonard
- Chantal Banlier : Sœur Aurélie
- Dominique Blanchar : Madame Maigret
- Maurice Coussonneau : inspecteur Richard (comme Michel Coussonneau)
- Gisèle Casadesus : Mère Supérieure
- Dominique Davray : une amie Duffieux
- Annick Fougery : Popine
- Françoise Giret : Olga
- Jean Hébey : Commissaire Masuy
- Annie Sinigalia : Sœur Sainte Marie-des-Anges (crédité comme Anne-Marie Sinnigallia)
- Edith Perret : Mademoiselle Rinquet
- Guy Saint-Jean : Francis, le valet de chambre de Bellamy
- Jean Bolo : Georgeot
- Jenny Orléans : Laurence
- Bruno Laurent : Fernand
- Alain Folletier : le juge
- Lionel Vitrant : un contrôleur à la gare (non crédité)